# Toribio Maya
Toribio Maya Sarmiento, conocido simplemente como Don Toribio Maya (Popayán, 27 de abril de 1848 - ibidem, 16 de agosto de 1930) fue un médico, enfermero y filántropo benefactor neogranadino. Fundador y promotor de varios actos de piedad y caridad en la Popayán de fines del siglo XIX y comienzos del XX.
Tal fue su impacto en la sociedad payanesa por su actividad filántropa que durante su vida y más aún después de su deceso, se le designó el título de ''El Apóstol de la Caridad''. La fama de su piedad llegó a ser tan conocida que el pueblo lo proclamó como un santo popular, aunque formalmente su proceso de canonización inició a mediados del siglo XX, estando aún en trámites.

## Biografía
Toribio Maya Sarmiento, nació el 27 de abril de 1848 en la ciudad de Asunción de Popayán, capital de la otrora provincia de Popayán en la desaparecida República de la Nueva Granada, fue fruto del matrimonio formado por Tomás Maya y Dolores Sarmiento ambos de origen español-gallego, concretamente el padre tenía ascendencia vasca y la madre procedía de la villa de Maya en Vizcaya, su unión tuvo un total de 22 hijos.
Perteneciente a la familia Maya, tenía parientes conocidos en la política y el arte neogranadino como lo era Rafael Maya.

### Origen de su actividad benéfica
Desde su más tierna infancia demostró un espíritu dedicado a la labor social y de piedad, influenciado sobre todo por los fuertes valores católicos de su entorno.
Se cuenta que a sus 15 años durante 1863, inició como tal sus actos de beneficencia, se dice que todos los días salía el joven Toribio a la misma hora sin decir su destino o propósito, por lo que su padre quien al seguirlo, descubrió a su hijo arrodillado a los pies de una anciana achacosa a quien le lavaba y curaba una horrenda úlcera.
Desde ese entonces recibió el completo apoyo de su padre en todas sus actividades sociales en pro de los más necesitados de la ciudad colonial de Popayán.

### Actividad filántropa
Sus posteriores labores de caridad se dedicaron a atender a los enfermos en el Antiguo Hospital del Humilladero, en sus propias casas, campos o la calle sin tomar en cuenta el lugar, hora o las circunstancias en las que se encontraba.
Tiempo después, se unió a un grupo de damas de la sociedad de Popayán con fines de restablecer los servicios prestados por el hospital que por la situación política y social fueron fracasando por falta de recursos económicos, gracias al apoyo del Seminario Mayor se fundó una organización confiada a la tutela de Toribio, este ente se dedicaba a designar los enfermos que eran hospitalizados, allí fungió como enfermero, además de ser ya un médico.
También colaboró con la asistencia espiritual de los moribundos y del posterior sepelio de los fallecidos, llevando los cadáveres al cementerio y se encargaba personalmente de darles cristiana sepultura. 

### Procesión de la''Comida de los presos''

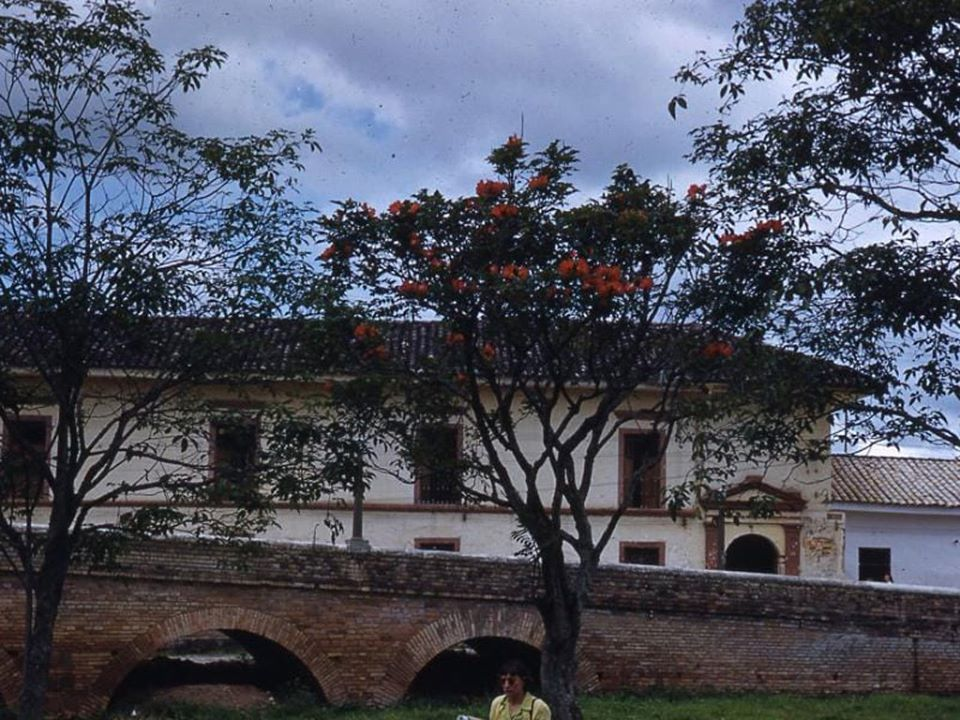
Antiguo Hospital del Humilladero, donde don Toribio hizo varias obras de piedad, después se convertiría en la cárcel municipal

Otro de sus intereses era la atención a los presos de la cárcel municipal, por lo que Toribio fomentó y revitalizó una antigua tradición colonial que venía realizando en la mañana del Martes Santo, conocida como Procesión de la Caridad o Comida de los Presos, cuyo fin era en ese tiempo el llevar comida e insumos a la cárcel del distrito judicial (actual Carrera 3 con Calle 8), por desgracia para la época esta devoción ya estaba suspendida por las guerras civiles que atravesó Colombia por el siglo XIX.
Actualmente la Procesión de la Caridad parte de la plazoleta de la Iglesia de San Francisco y culmina en la Sede de la Junta Permanente Pro Semana Santa y en la Casa de la Cultura del Cauca, con el fin de transportar en andas las ayudas e insumos que la ciudadanía payanesa, movidos por la solidaridad y fraternidad donan a organización sin ánimos de lucro como UNIVOLCA que la reparten por los ancianatos y cárceles de la ciudad, esto se realiza en la mañana del Martes Santo antes de la Procesión de Nuestra Señora de los Dolores.
Orden del desfile:
- Banda marcial de la Policía Nacional de Colombia. Unidad metropolitana de Popayán
- Representantes de UNIVOLCA, colegios, entidades y fundaciones llevando las ayudas en los distintos medios de transporte o en andas.
- Banda marcial de la Escuela de Formación de la Policía Francisco de Paula Santander.
- Banda marcial de la Academia Militar General Tomás Cipriano de Mosquera.

### Casa de las Garzas
Con el fin de acoger y tratar a los enfermos de la lepra o enfermedad de Hansen que desde siempre han padecido de marginación social, fundó don Toribio una casona por el sector aledaño a una quebrada denominado como Lomas de Granada a la vera del antiguo Camino Real Español occidental hacia El Tambo y el Pacífico Caucano. Dicho establecimiento prestaba sus servicios altruistamente y sin esperar beneficio económico alguno, demostrando con esto su noble labor caritativa.
Un dato curioso es el que cuenta que tras el fallecimiento de don Toribio, en el lugar adyacente de su casona fue poco a poco poblado por garzas blancas que habitan actualmente en tal cantidad que ese sitio fue denominado como el Parque de las Garzas, siendo un lugar de atractivo turístico que es parcialmente desconocido por muchos, pero que perdura como un símbolo de su santidad y dedicación por los más desamparados de la sociedad payanesa.

## Fallecimiento

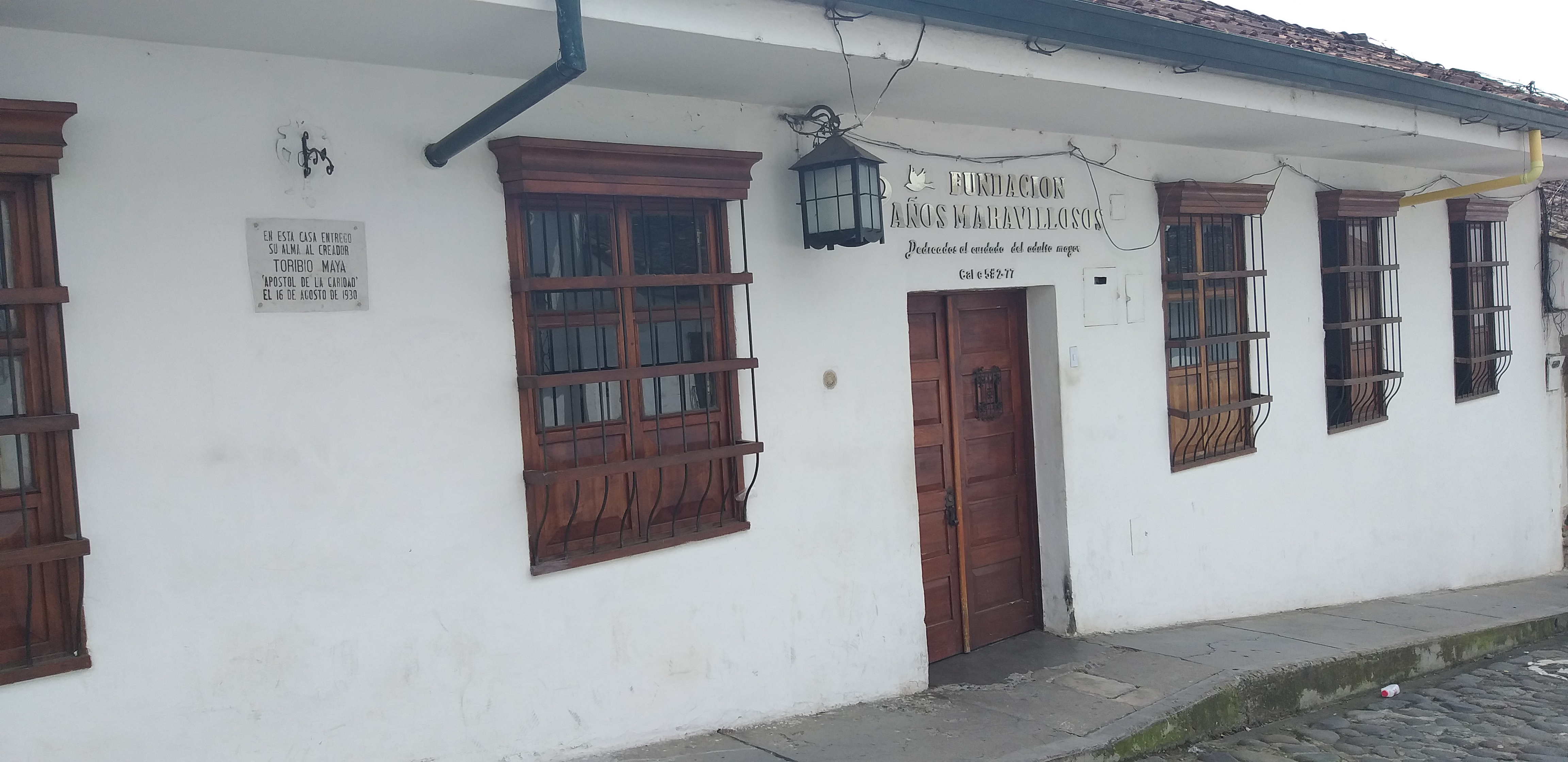
Casa donde murió don Toribio Maya en 1930, Calle de La Ermita

Tras una vida con más de casi 63 años dedicados a la atención de los enfermos, pobres, moribundos y necesitados de Popayán, don Toribio Maya falleció el 16 de agosto de 1930 (durante la fiesta de San Roque, el patrón de los pobres), en una casa a la sombra de la Ermita de Jesús Nazareno, en pleno Centro Histórico de su ciudad natal, capital ahora del departamento del Cauca en Colombia, a sus exequias y sepelio asistieron multitudes de personas con el fin de despedirse de tan venerable siervo de la caridad.
Fue enterrado en el Cementerio Católico Central de Popayán, durante tal evento se narran sucesos extraordinarios que la tradición popular han trasmitido hasta la Actualidad. Una de ellas cuenta que se vieron a tres garzas blanquísimas sobrevolando el ataúd y la comitiva en forma de triángulo que la piadosa población relacionó con las tres virtudes cardinales y un mensaje divino.
Otra leyenda acaecida tiempo después narra que un gran árbol durante una terrible tormenta colapsó y cayó hacia la parte posterior de la tumba del apóstol, por lo que al retirarlo del lugar, brotó milagrosamente agua de un orificio que la gente no dudo en considerarla en bendita, apresurándose cada persona en guardar un poco de la misma. Lastimosamente por los continuos actos vandálicos juveniles en el lugar, se decidió cubrir la fuente.

## Proceso de beatificación

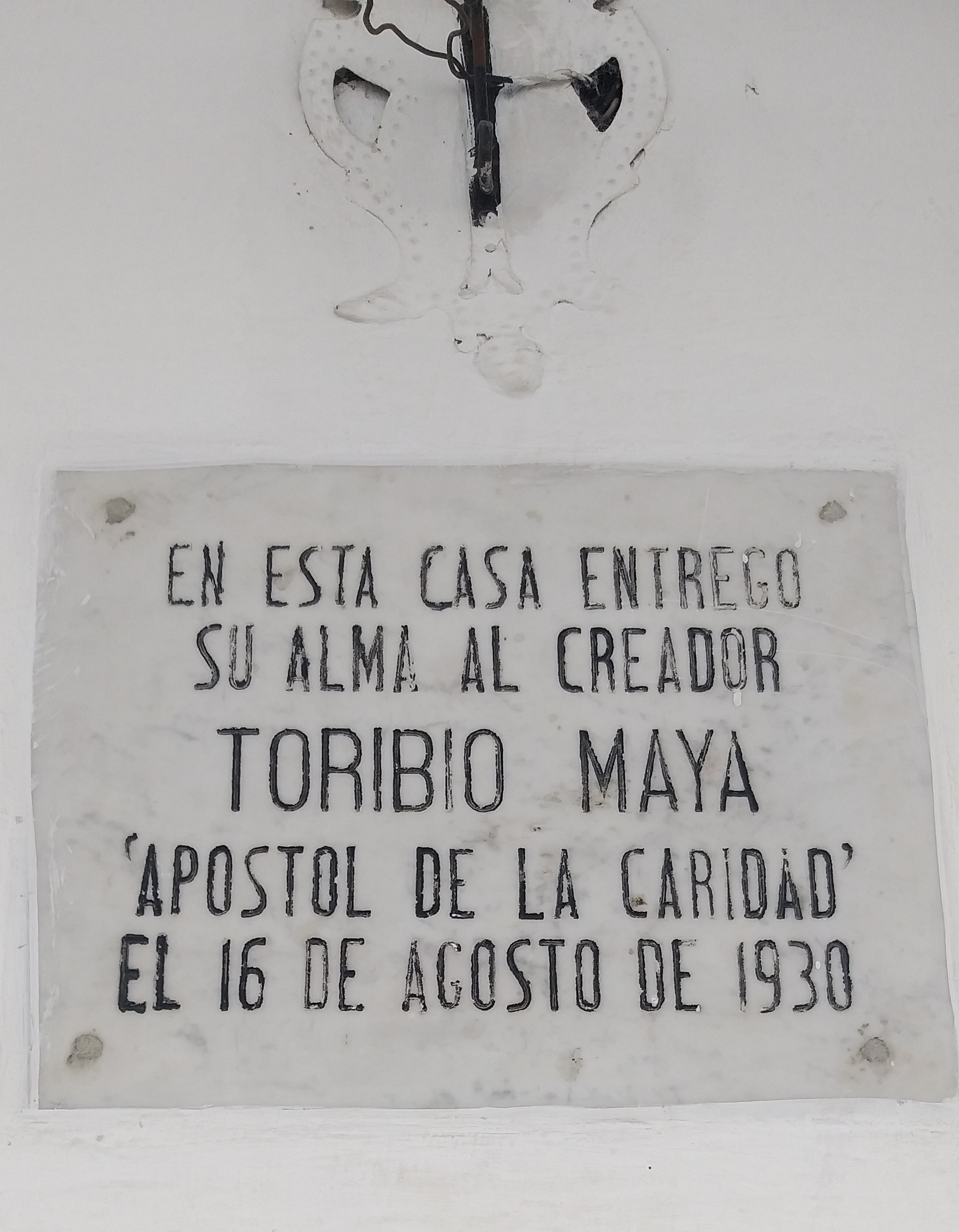
Placa en la casa donde murió don Toribio Maya

Tras su entierro, se fueron documentando incontables casos de sanaciones y obtenciones de favores recibidos a nombre de don Toribio por su intercesión, tanto fue así que la Gobernación del Cauca financió su monumento sobre su tumba, la cual incluye un busto del apóstol y una cruz, sitio que se ha llenado de placas de acción de gracias de sus devotos que acuden a él y han sido escuchados.
En tanto su fama de santidad llegó a ser tan fuerte que el pueblo y el clero decidieron abrir formalmente su proceso de beatificación que fue introducido en diciembre de 1955, durante el mandato de monseñor Diego María Gómez Tamayo, arzobispo de Popayán, lastimosamente durante algún tiempo quedó estancado.
Sin embargo bajo el mandato de monseñor Alberto Giraldo Jaramillo se retomó el proceso por lo que se designó al padre Fernando Rojo Agustino como el Postulador de la Causa ante la Congregación para la Doctrina de la Fe en el Vaticano y a los sacerdotes Jorge Ignacio Beltrán y Gregorio Caicedo como vice-postuladores.
El arzobispo de Popayán, monseñor Iván Antonio Marín López redactó en septiembre del 2000 una oración para implorar o impetrar una pronta beatificación y posterior canonización, la cual dicta así:

Oración para Impetrar su Canonización:
¡Señor Jesús! A ti que inspiraste al sirvo Toribio Maya la decisión de consagrar su vida a practicar la caridad evangélica con los más necesitados física y espiritualmente, te pedimos que movidos por su testimonio sepamos servir con generosidad y alegría a nuestros hermanos pobres y oprimidos y que pronto podamos alegrarnos de verlo elevado a la gloria de los altares.
Que en este Año Jubilar y en todo el tercer milenio nos infundas la fuerza de tu Espíritu para anunciar a todos los hombres, con palabras y obras, la grandeza de tu amor. Así sea.
Padre Nuestro, Ave María y Gloria.
Iván Antonio Marín López, arzobispo de Popayán

El 16 de agosto de cada año se realiza una solemne eucaristía en honor a su memoria y por una pronta beatificación realizada en la Capilla del Cementerio Católico Central donde llegan varias personas para ser partícipes de la misa.

## Cultura popular

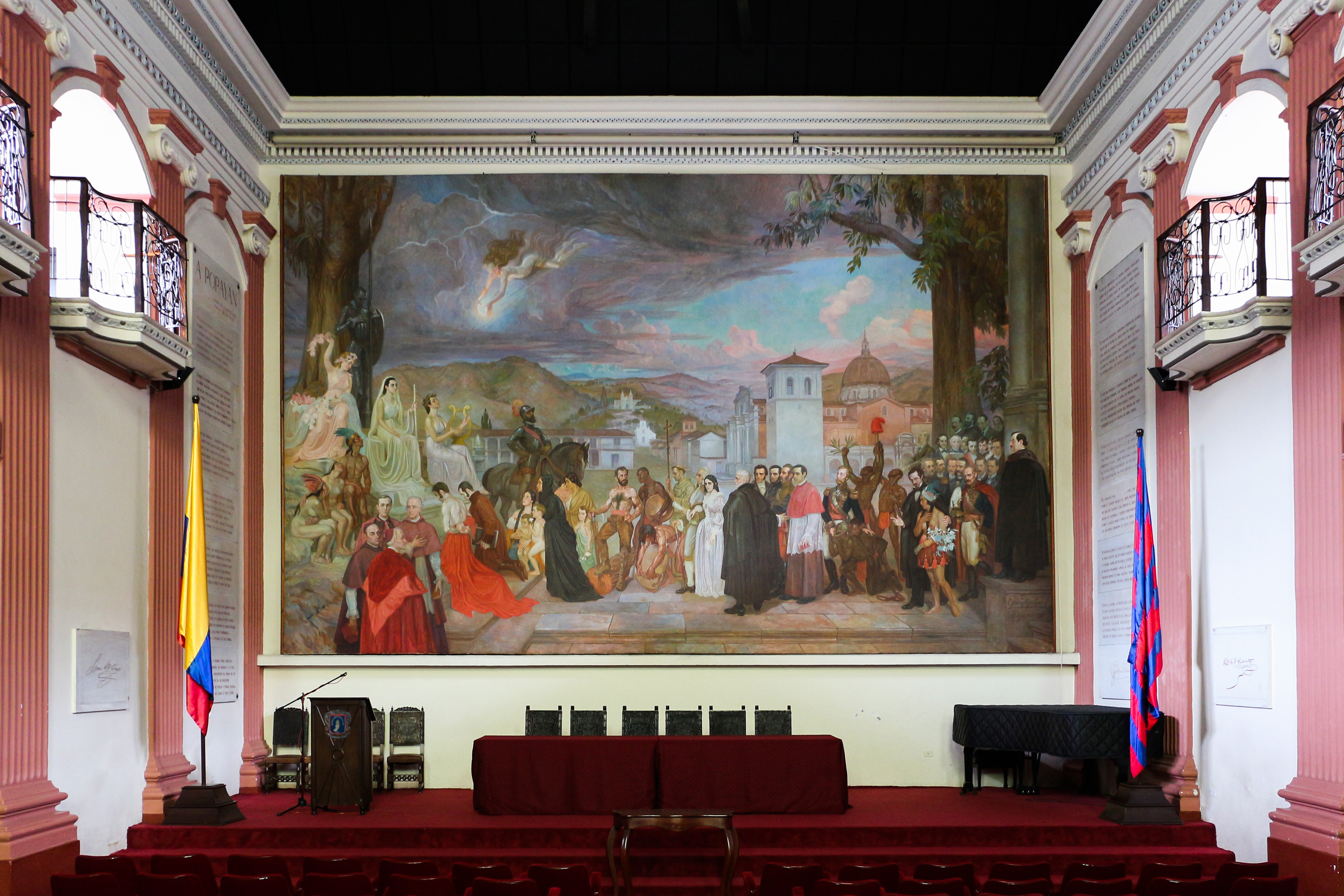
Cuadro de La Apoteosis de Popayán donde fue pintado don Toribio por Efraím Martínez

- La feligresía payanesa siempre ha profesado un especial cariño por don Toribio Maya, tanto es así que desde que murió inclusive mientras estaba vivo se le proclamaba como Santo Súbito o popular.
- Se le considera popularmente como patrono de todo desfavorecido de Popayán, además que se le invoca para conseguir trabajo o ayuda para suplir alguna carencia.
- Un Instituto de Formación Juvenil fue dedicado bajo su patrocinio el cual se ubica en el Barrio La Paz en Popayán.
- Un hospital en Popayán ubicado por el barrio de Bello horizonte al norte de la capital caucana fue dedicado a su nombre y protección en conmemoración de su actividad benéfica.
- Efraím Martínez, el reconocido artista payanes del siglo XX, inmortalizó a don Toribio Maya en su famosa obra maestra de La Apoteosis de Popayán, ubicándose al extremo derecho del gigantesco lienzo, junto a otros próceres y personajes ilustres nacidos en la ciudad blanca.